# Kościół św. Michała Archanioła w Milinie
Kościół świętego Michała Archanioła – rzymskokatolicki kościół filialny należący do parafii Niepokalanego Poczęcia Najświętszej Maryi Panny w Maniowie Wielkim (dekanat Sobótka archidiecezji wrocławskiej).
Jest to świątynia wzmiankowana w 1297 roku, w obecnej formie została zbudowana na w początku XIV wieku, prezbiterium powstało w XV wieku, korpus został przebudowany w latach 1677-1679. Świątynia została odrestaurowana po pożarze w 1824 roku. Budowla jest orientowana, murowany, jednonawowa, posiada wieżę od strony zachodniej, prezbiterium nakryte jest dwuprzęsłowym sklepieniem krzyżowo-żebrowym. W kaplicy południowej znajduje się klasycystyczny ołtarz, natomiast w zakrystii jest umieszczona srebrna monstrancja wykonana w połowie XVIII wieku.
Kościół był wielokrotnie remontowany: 
- 1858 – naprawa sklepienia w prezbiterium, remont dachu, pobielanie wnętrza
- 1869 – nowy dach
- 1881 – nowy hełm na wieży
- lata 1882–1883: remont budynku i nowe wyposażenie wnętrza
- lata 1929 i 1932: nowe tynki i cokół zapobiegający zawilgoceniu ścian
- 1967 – remont dachu
- 1977 – naprawa wieży
- 2008 - pożar, w którym spłonęły ołtarz i część podłogi
- lata 2008–2009: renowacja kościoła po pożarze

## Pomnik Nepomucena
Pomnik św. Jana Nepomucena, barokowa figura z 1733 roku stojąca na trójbocznym cokole przy kościele pw. św. Michała Archanioła. Z jednej strony cokołu przedstawiona jest scena spowiedzi królowej Zofii, a z drugiej, zrzucenie Jana Nepomucena z mostu do Wełtawy. Z przodu tablica inskrypcyjna z napisem łac. DIVo / IoannI / NepoMVCeno / pIestrVXIt / BekerIano Pe / trasChIana / pIetas (Boskiemu (niebieskiemu) Janowi Nepomucenowi z kamienia wzniósł pobożny Beker Piotr) z chronostychem MDCCXVVVIIIIIIII zawierającym rok powstania pomnika: 1733. Na cokole herby rodów von: Petrasch i Becker, fundatorów pomnika

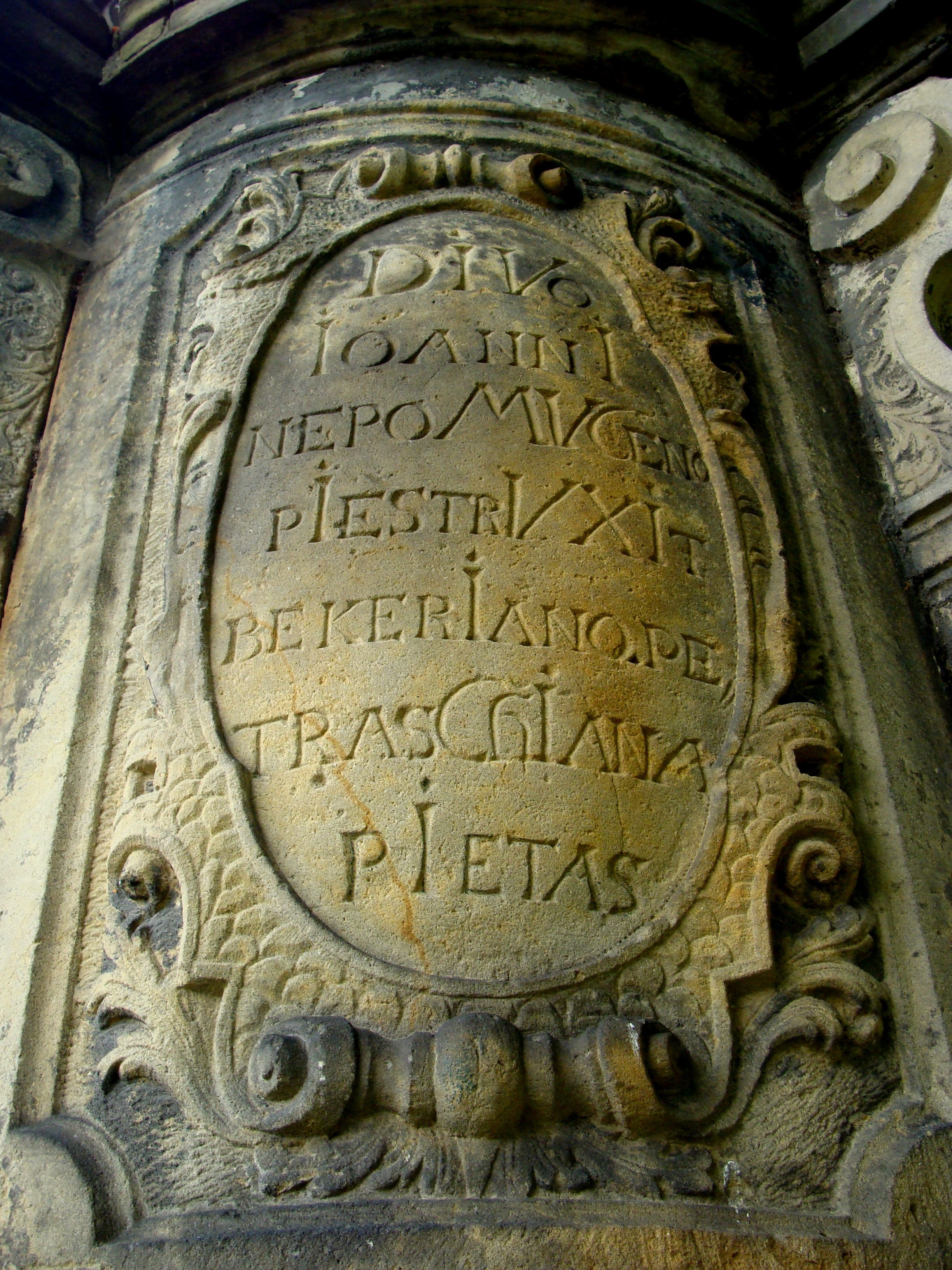
Inskrypcja na pomniku Nepomucena
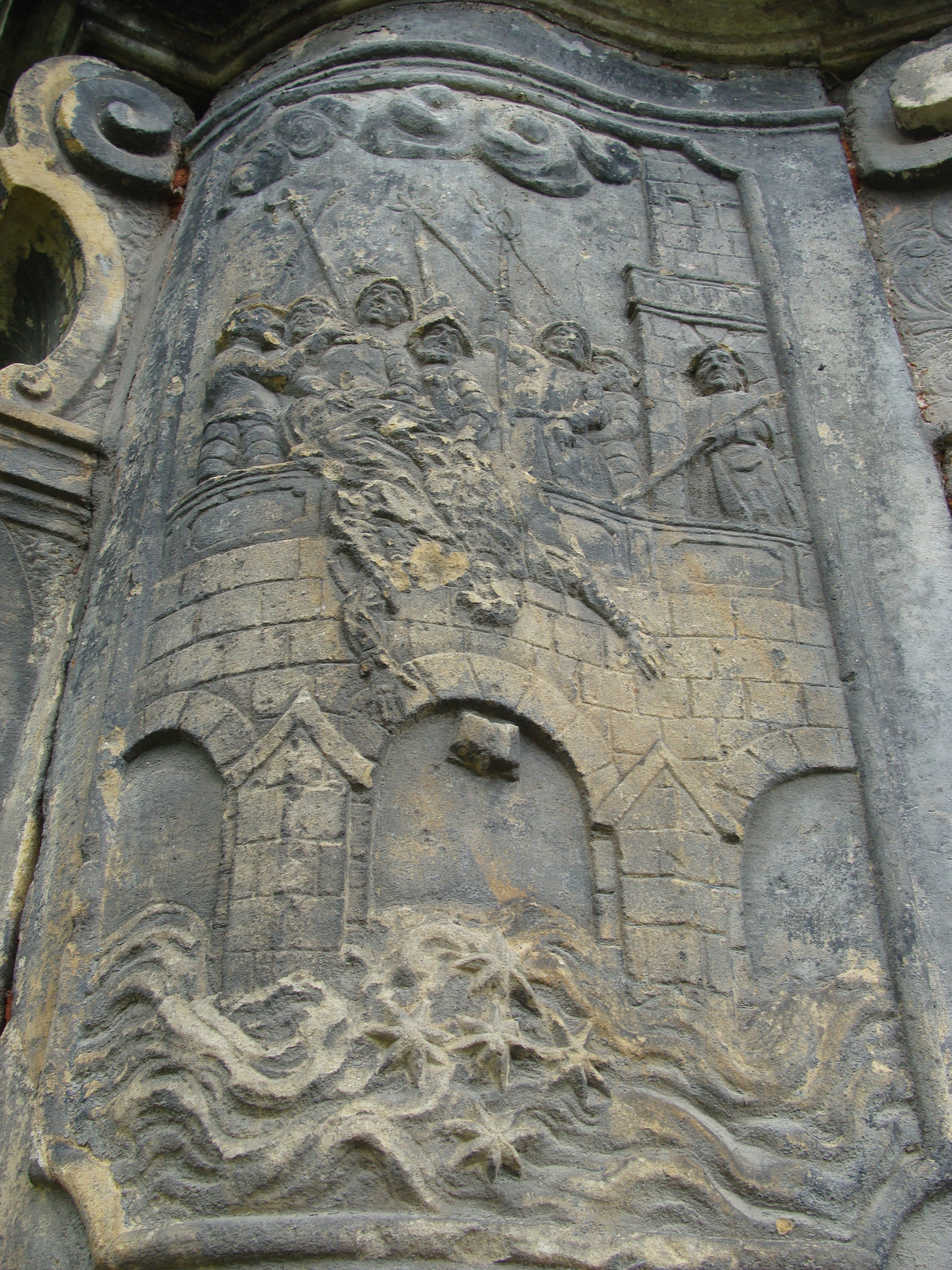
Zrzucenie Nepomucena do Wełtawy
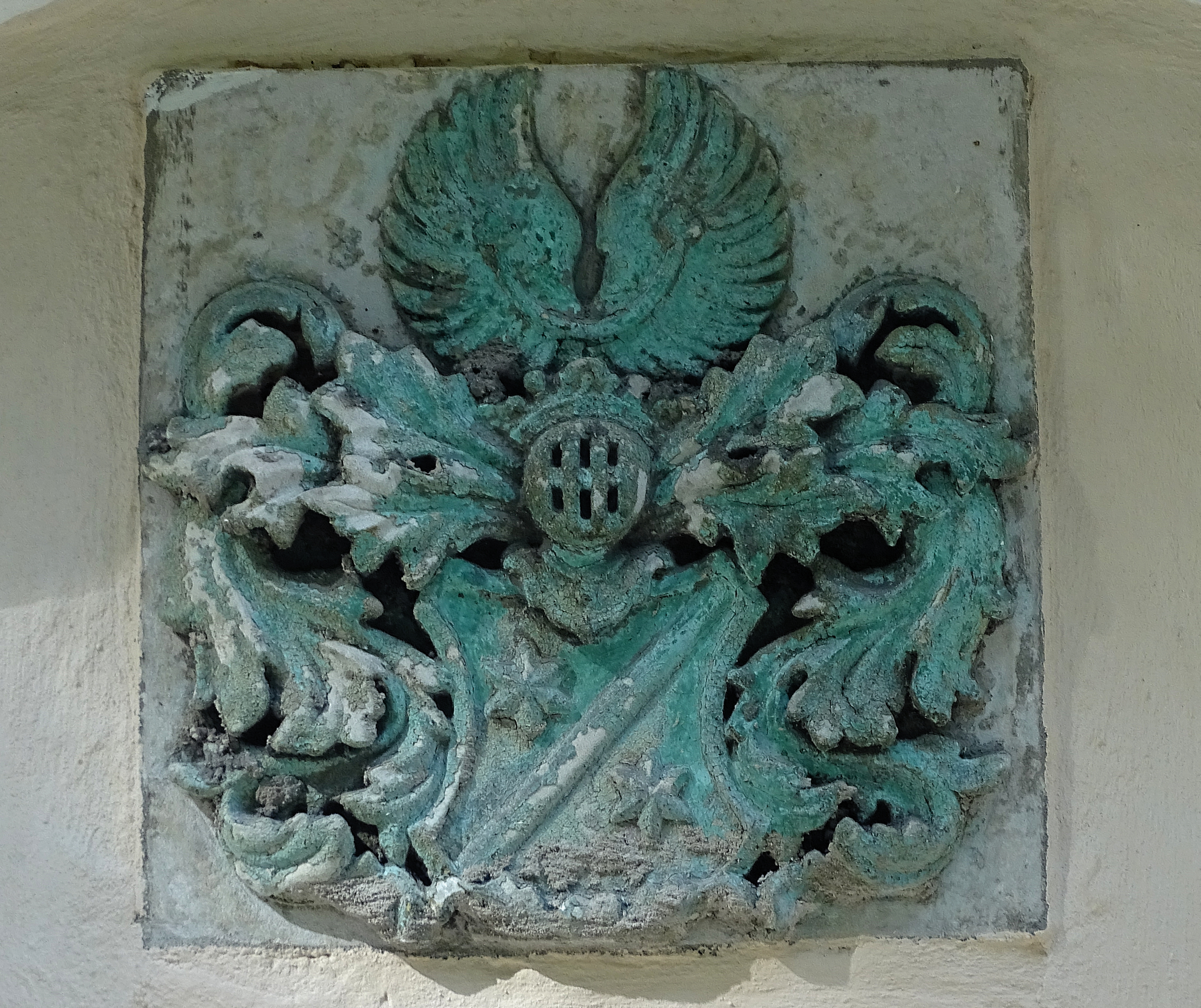
Herb v.Machui na kaplicy grobowej